# Containment (seriál)
Containment je americký dramatický televizní seriál, jehož autorkou je Julie Plec. Je adaptací belgického seriálu Cordon. Premiérově byl vysílán v roce 2016 na stanici The CW. Celkově bylo natočeno 13 dílů, během první řady byl kvůli nízké sledovanosti zrušen.

## Příběh
V Atlantě vypukne záhadná smrtící epidemie a celá oblast je neprodyšně uzavřena do karantény. Lidé, kteří v ní zůstali, musí bojovat o holé životy. Policista Lex Carnahan zjistí, že jeho přítelkyně Jana a jeho kamarád Jake jsou v uzavřené zóně.

## Obsazení
- David Gyasi jako major Lex Carnahan
- Christina Moses jako Jana
- Chris Wood jako strážník Jake Riley
- Kristen Gutoskie jako Katie Frank
- Claudia Black jako doktorka Sabine Lommers
- George Young jako doktor Victor Cannerts
- Hanna Mangan-Lawrence jako Teresa
- Trevor St. John jako Leo Green

## Vysílání
| Řada | Díly | Premiéra v USA | Premiéra v USA    |
| Řada | Díly | První díl      | Poslední díl      |
| ---- | ---- | -------------- | ----------------- |
| 1    | 13   | 19. dubna 2016 | 19. července 2016 |